# Yamato (1940)
Yamato (jap. 大和) – superpancernik służący w Japońskiej Cesarskiej Marynarce Wojennej w okresie II wojny światowej, pierwszy okręt typu Yamato. Jego nazwa pochodziła od historycznej japońskiej prowincji Yamato. „Yamato”, wraz z bliźniaczym „Musashi”, były największymi pancernikami, jakie kiedykolwiek zbudowano, oba miały przy pełnym obciążeniu wyporność około 65 000 ton i miały artylerię główną w postaci dziewięciu dział kalibru 460 mm. Żaden z nich nie przetrwał wojny.
Pancerniki typu Yamato stworzono, aby przeciwstawić się przewadze liczebnej okrętów Marynarki Wojennej Stanów Zjednoczonych, głównego rywala Japonii na Pacyfiku. Stępkę pod „Yamato” położono w 1937, oficjalnie przyjęto go do służby w tydzień po ataku na Pearl Harbor, 16 grudnia 1941. W 1942 pełnił rolę okrętu flagowego Połączonej Floty, w czerwcu 1942 admirał Isoroku Yamamoto dowodził z jego pokładu zakończoną katastrofalną klęską Japonii bitwą pod Midway. Na początku 1943 rolę okrętu flagowego przejął od niego „Musashi”. Resztę tego, jak i większość 1944 roku, „Yamato” spędził przemieszczając się, w reakcji na zagrożenia ze strony sił amerykańskich, pomiędzy japońskimi bazami morskimi Truk i Kure. W czerwcu 1944 był obecny w czasie bitwy na Morzu Filipińskim, nie odegrał w niej jednak żadnej roli. Jedyną okazją, podczas której użył dział swojej artylerii głównej przeciw okrętom nawodnym przeciwnika, była stoczona w październiku 1944 bitwa w zatoce Leyte, podczas której Japończycy podjęli nieudaną próbę obrony Filipin przed amerykańską inwazją.
W 1944 równowaga sił morskich na Pacyfiku przechyliła się ostatecznie na niekorzyść Japonii, w początku 1945 flota japońska praktycznie już nie istniała, w dodatku jej i tak niewielkie możliwości ograniczały ciągłe braki paliwa. W kwietniu 1945, w desperackiej próbie spowolnienia postępów aliantów, „Yamato” wysłano na samobójczą misję na Okinawę, aby, walcząc aż do zniszczenia, bronił wyspy przed atakiem. Siły japońskie zostały dostrzeżone na południe od Kiusiu przez amerykańskie okręty podwodne i samoloty, 7 kwietnia „Yamato” został wraz z większością załogi zatopiony przez amerykańskie bombowce i samoloty torpedowe jako ostatni pancernik w historii zniszczony w walce.

## Projekt i budowa

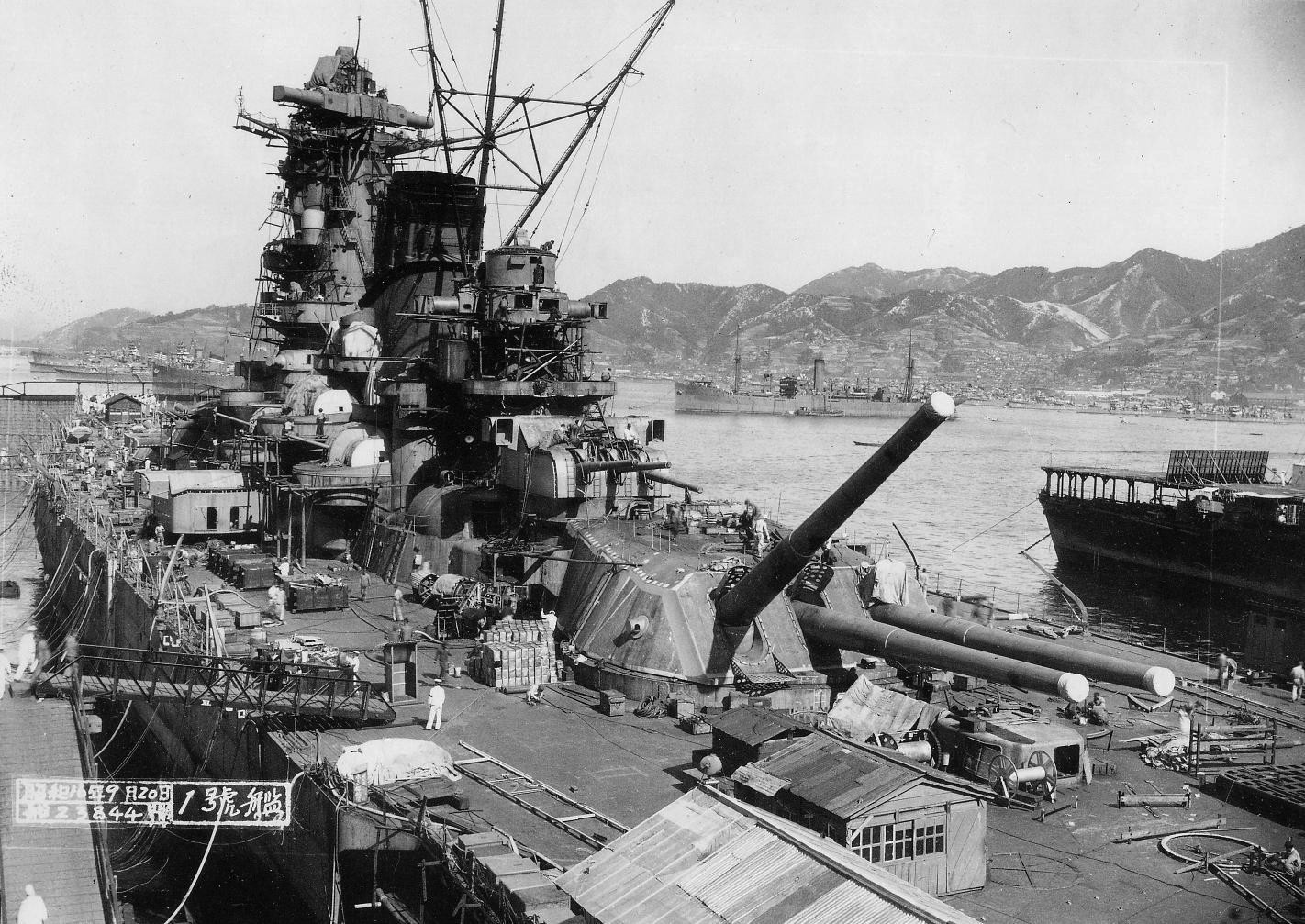
„Yamato” pod koniec budowy, 20 września 1941

W latach 30. XX wieku rządy w Japonii przejęli militaryści, planujący znacznie poszerzyć terytorium Imperium japońskiego. W 1934 roku Japonia wystąpiła z Ligi Narodów, odrzucając tym samym międzynarodowe zobowiązania traktatowe. Po wypowiedzeniu Traktatu waszyngtońskiego, który ograniczał tonaż i siłę uzbrojenia okrętów wojennych, Japońska Cesarska Marynarka Wojenna rozpoczęła prace projektowe nad nowymi pancernikami typu Yamato. Ukończono je w 1937 roku. Zaczynając budowę, Japończycy przedsięwzięli szeroko zakrojone środki ostrożności, aby uniemożliwić amerykańskiemu wywiadowi odkrycie ich istnienia i poznanie specyfikacji, między innymi zaniżyli wymieniany w dokumentacji kaliber ich artylerii głównej do 406 mm. Rzeczywista wyporność okrętów i prawdziwe charakterystyki ich uzbrojenia wyszły na jaw dopiero po wojnie. „Yamato” był pierwszym okrętem tego typu. Projektujący go inżynierowie zdawali sobie sprawę, że w razie wybuchu wojny japońskie stocznie nie będą w stanie rywalizować z amerykańskimi pod względem liczby budowanych okrętów (udział Cesarstwa w produkcji przemysłowej świata wynosił 3,5%, Stanów Zjednoczonych zaś – 35%), dlatego pancerniki typu Yamato zaprojektowano tak, aby mogły stawić czoła wielu wrogim okrętom równocześnie. Żywiono nadzieję, że siła ich ognia stanowić będzie wystarczającą przeciwwagę dla możliwości produkcyjnych stoczni amerykańskich.
Stępkę pod „Yamato” położono 4 listopada 1937 roku w stoczni Kure, w prefekturze Hiroszima. Zanim rozpoczęto budowę pancernika, przeznaczony dla niego dok przebudowano, aby mógł pomieścić tak ogromny okręt, między innymi pogłębiono go o metr i zamontowano suwnice o udźwigu ponad 350 ton. Aby zapobiec obserwacji budowy z powietrza, pochylnię osłonięto siatkami maskującymi. Wodowanie „Yamato” odbyło się 8 sierpnia 1940 roku, jego dowódcą mianowano komandora (późniejszego wiceadmirała) Miyazato Shutoku.

## Konstrukcja

### Kadłub
Podstawowym założeniem konstrukcyjnym kadłuba była redukcja oporu hydrodynamicznego i zwiększenie wydajności układu napędowego. W celu optymalizacji projektu kadłuba w naukowym centrum technicznym marynarki zbudowano i przetestowano około 50 modeli. W rezultacie do projektu przyjęto unikatowy wśród ówczesnych rozwiązań pod względem kształtu i wielkości kształt gruszki dziobowej. Opór kadłuba przy prędkości 27 węzłów zmniejszono dzięki temu o 8,2%, a ulepszenie konstrukcji obła i kilu umożliwiło dalsze zmniejszenie oporu. Ogólnie optymalizacja kadłuba pozwoliła na zaoszczędzenie mocy 15 820 koni mechanicznych (shp).

### Nadbudówka
Pokładówkę „Yamato” umiejscowiono jako wyspę na ogromnym pokładzie pancernika. Jej kształt różnił się zasadniczo od nadbudówek starszych okrętów marynarki Cesarstwa. Jej wieże – charakterystyczne maszty w kształcie pagód – powstały jako rezultat modernizacji i przekonstruowania z klasycznego trójnożnego masztu, formując w ten sposób rdzeń całej pokładówki. Ze smukłej dolnej części wyrastały trzy charakterystyczne elementy: wieża z pomostem dowodzenia pod piętnastometrowym dalmierzem, kanał komina i wieża tylna z dziesięciometrowym dalmierzem. Wieże pomostu i tylnego dalmierza zbudowano wokół koncentrycznych cylindrów – wewnętrzny cylinder o średnicy 1,5 metra w każdej z wież powstał ze stali o grubości 20 milimetrów, w jego wnętrzu zaś mieściły się linie przewodów komunikacyjnych. Na szczycie każdego z wewnętrznych cylindrów, na opancerzonej podstawie, znajdował się dalocelownik typu 98 „Hoiban”. Przestrzenie między cylindrami mieściły między innymi korytarze i pomieszczenia narad dowódców. Strefy pomostów bojowych miały powierzchnię 159 metrów kwadratowych (frontowe) i 310 metrów kwadratowych (boczne), były mniejsze niż na pancerniku „Nagato”. Stanowiska pomostu bojowego przetestowano na krążowniku liniowym „Hiei”, który w tym celu specjalnie przebudowano. Podstawową strukturę nadbudówki i pomostu bojowego osłonięto stalą pancerną o grubości 20 milimetrów dla ochrony przed pociskami lotniczymi.
| Element                           | Waga (tony) | %    |
| --------------------------------- | ----------- | ---- |
| Kadłub                            | 20 536      | 29,2 |
| Pancerz                           | 21 607      | 30,8 |
| Ochrona                           | 1 655       | 2,4  |
| Działa                            | 11 848      | 16,9 |
| Maszynownia                       | 5 385       | 7,7  |
| Osprzęt                           | 1 782       | 2,5  |
| Wyposażenie stałe                 | 424         | 0,6  |
| Zapasy zużywalne                  | 651         | 0,9  |
| Torpedy                           | 76          | 0,1  |
| Urządzenia nawigacyjne i optyczne | 97          | 0,1  |
| Urządzenia elektryczne            | 1 125       | 1,6  |
| Samolot                           | 113         | 0,2  |
| Woda pod ciśnieniem w kotłach     | 302         | 0.4  |
| Paliwo                            | 4 278       | 6,1  |
| Woda pitna                        | 215         | 0,3  |
| Smary                             | 62          | 0,1  |
| Oleje                             | 49          | 0,1  |
| Razem                             | 70 209      | 100  |

### Opancerzenie
„Yamato” był także najciężej opancerzonym okrętem wszech czasów. Całkowita masa opancerzenia wynosiła 22 895 ton. Główna część jednostki chroniona była wewnątrz ogromnej cytadeli, której boczne ściany stanowił pancerz Vickersa o grubości 410 mm, zdolny znieść uderzenie pocisku przeciwpancernego kalibru 460 mm wystrzelonego z odległości 20 000 metrów. Ściany frontowa oraz tylna cytadeli zbudowane były z pancerza 240–300 mm, zaś grubość pancerza pokładu przekraczała 228 mm.
Powszechnie uważa się, że opancerzenie głównych wież artyleryjskich okrętu zdolne było wytrzymać ostrzał z najlepszych dostępnych ówcześnie dział. W momencie powstania uważano też, że opancerzenie oraz struktura kadłuba „Yamato”, obok francuskiego pancernika „Jean Bart” oraz amerykańskiego USS „Tennessee”, należą do najlepiej chroniących okręt przed eksplozjami podwodnymi. Już jednak wprowadzone do użytku w trakcie wojny amerykańskie i japońskie torpedy lotnicze udowodniły, że są w stanie przełamywać tę ochronę.

### Wyposażenie

#### Uzbrojenie

##### Artyleria główna
„Yamato” był pływającą twierdzą pancerną, łączącą najpotężniejsze opancerzenie z najsilniejszym uzbrojeniem artyleryjskim, którego podstawę stanowiły trzy wieże artyleryjskie z trzema działami typu 94, kalibru 460 mm i długości 21,13 metra każde. Waga pojedynczego działa wraz z zamkiem wynosiła 164 650 kilogramów.

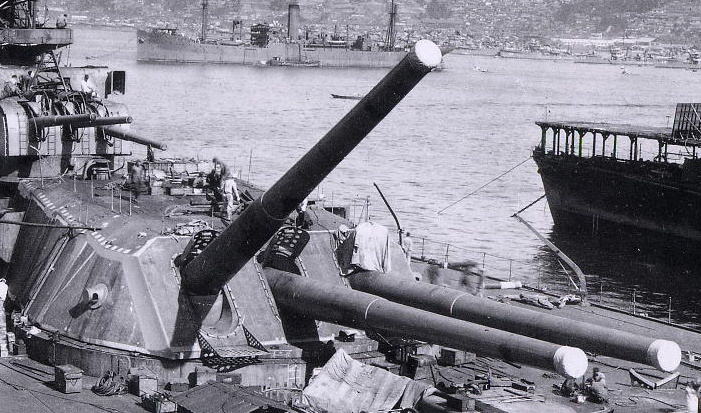
Wieża artylerii głównej „Yamato” z działami Typ 94, kalibru 460 mm /L45

Zainstalowane w „Yamato” i „Musashi” działa były jedynymi nowoczesnymi działami tego kalibru kiedykolwiek zamontowanymi na okręcie i stanowiły duże osiągnięcie cesarskiej marynarki wojennej. Do tego czasu bowiem największymi używanymi działami były działa kalibru 406 mm (16"), z jednym wyjątkiem w postaci dział o kalibrze 457 mm Model 1915 (18"), na krótko zainstalowane w brytyjskim HMS „Furious”. Konstruktorzy japońscy zainteresowani byli konstrukcjami dział wielkiego kalibru już od lat 20. XX wieku. Prowadzili m.in. prace nad działami o kalibrze 460 i 480 mm dla projektów pancerników typów 13–16. Prace nad pierwszymi z nich zostały wznowione w 1934 roku, z przeznaczeniem dla pancerników nowego typu. Po ukończeniu prac konstrukcyjnych w 1939 roku natychmiast rozpoczęto ich produkcję. Na „Yamato” i „Musashi” zainstalowano 18 sztuk na 6 kompletnych wieżach artyleryjskich. Maksymalna waga potrójnej wieży wynosiła 2774 tony, co stanowiło wielkość porównywalną z wagą dużego niszczyciela. Produkcja tych nowoczesnych dział była niezwykle kosztowna, zaś ich konstruktorzy musieli pokonać wiele problemów technicznych, jednakże w myśl przyjętej przez japońskich strategów polityki miały one zapewnić wyposażonym w nie okrętom siłę, której przeciwstawić się byłoby trudno nawet bogatym w zasoby Stanom Zjednoczonym. Celem ukrycia siły ognia okrętu działa te były oficjalnie oznaczone jako 40 cm/45 Type 94 (Model 1934). Jednak zgodnie z ich rzeczywistymi rozmiarami należy je określić jako 46 cm/45 Type 94 (Model 1934). Działa te o długości 45 kalibrów zdolne były strzelać pociskami o wadze ponad 1460 kilogramów, których prędkość wylotowa sięgała 780 m/s, a ich maksymalny zasięg przy kącie podniesienia 45° przekraczał 42 000 metrów.
Z powodu zainstalowania tak potężnych dział okręt musiał być zdolny przy jednoczesnym strzale z wszystkich 3 dział jednej wieży do zniesienia olbrzymiej fali uderzeniowej o ciśnieniu 285 psi na 5 metrów (podobne ciśnienia było wytwarzane w kotłach parowych wielu okrętów do ich napędu). Dlatego mocowania działek przeciwlotniczych umieszczone były bezpośrednio w głównej strukturze pokładówki oraz były całkowicie osłonięte, zaś pokład w rejonie głównych wież nie zawierał żadnego wyposażenia i innych elementów struktury.

##### Artyleria pomocnicza
Na artylerię średniego kalibru składało się dwanaście dział kalibru 155 mm, rozmieszczonych w czterech potrójnych wieżach artyleryjskich (jednej umiejscowionej z przodu, jednej z tyłu, oraz dwóch położonych w środkowej części kadłuba) i dwunastu dział kalibru 127 mm w podwójnych wieżach (umieszczonych na śródokręciu, po trzy na każdej burcie). Po modernizacjach w 1944 i 1945 przystosowano okręt do starć na południowym Pacyfiku. Zmianie uległa konfiguracja artylerii średniego kalibru, okręt miał wówczas 6 dział 155 mm i 24 działa 127 mm.

##### Pociski
Dla dział artylerii głównej 460 milimetrów przeznaczone były trzy rodzaje pocisków:
1. przeciwpancerne typu 91 – kalibru 460 milimetrów o wadze 1460 kilogramów. Ich konstrukcja zakładała wejście do wody tuż przed osiągnięciem celu przy zachowaniu trajektorii celem przełamania okrętowego systemu ochrony przeciwtorpedowej[7]. Dlatego czepiec tych pocisków miał kształt hydrodynamiczny. Konstruktorzy japońscy byli zachwyceni efektami testów tego pocisku przeprowadzonych z kadłubem nieukończonego pancernika „Tosa”[7].
2. San Shiki – pocisk kalibru 460 milimetrów, skonstruowany pierwotnie jako przeciwlotniczy, używany był także jako pocisk zapalający. Zbudowany był z 900 rurek zapalających i 600 prętów stalowych. Eksplozja czepca pocisku dzięki wykorzystaniu zapalnika czasowego powodowała rzucenie w kierunku samolotu zestawu rurek zapalających i prętów, tworzących w locie stożek o rozwarciu 20°[7]. W ułamku sekundy po odpaleniu zapalnika skorupa pocisku ulegała fragmentacji na odłamki dzięki umieszczonemu w niej ładunkowi wybuchowemu, zwiększając liczbę elementów rażących cel, a około pół sekundy później ulegały zapłonowi rurki zapalające, które paliły się przez pięć sekund w temperaturze 3000 °C, wywołując także smugę dymu o długości około pięciu metrów[7].
3. burzące – o wadze 1360 kilogramów, zawierające 61 kilogramów 3-nitroanizolu[7].

##### Układ kontroli ognia
„Yamato” wyposażono w opracowany specjalnie dla okrętów tego typu układ kontroli ognia typu 98 dla dział artylerii głównej. Jego podstawowymi elementami były cztery piętnastometrowe dalmierze (jeden na szczycie wieży mostka, trzy pozostałe natomiast umieszczono na każdej z wież artylerii głównej okrętu) oraz jeden dalmierz dziesięciometrowy na szczycie drugiej wieży jednostki. Urządzenie zainstalowane na wieży mostka było potrójnym dalmierzem wyposażonym w zestaw stereoskopowy z najwyższej jakości japońskimi urządzeniami optycznymi, które zastosowane w piętnastometrowym dalmierzu zapewniały doskonałą ocenę odległości i w konsekwencji wysoką celność ognia, zwykle nakrywającego cel już przy pierwszych salwach. Innym elementem układu kontroli ognia były dalocelowniki typu 98 Hoiban umieszczone w dwóch całkowicie osłoniętych wieżach – jeden na szczycie głównego dalmierza piętnastometrowego, drugi zaś na szczycie dalmierza dziesięciometrowego. Obydwa dalocelowniki obsługiwał oficer kontroli, używający podstawowego teleskopu poszukiwawczego oraz trzech innych: warstwowego, celowniczego i wyrównania krzyżowego. Korekcja pozioma i wyrównania krzyżowego umożliwiała wypracowywanie poleceń dla dział w zakresie stopnia podniesienia lufy armaty. Kolejnym elementem układu był Typ 98 Sokutekiban – komponent nieznany w marynarkach zachodnich, który stanowił sekcję komputera odpowiedzialną za przyjmowanie informacji z dalocelowników. Zapewniał on określenie kursu i prędkości celu dla potrzeb komputera kontroli ognia. Ponadto na wyposażeniu pozostawał komputer typu 98 Shagekiban. Stanowił on najnowszą japońską tablicę kontroli ognia i pierwszy komputer z elektryczno-mechanicznym systemem podążania za celem. W skład systemu kontroli ognia artylerii głównej wchodziły ponadto dwa układy kontroli odpalania pocisków:
- urządzenie limitujące czas wyzwalania dla dwóch lub większej liczby dział od 0,02 do 0,08 sekundy po aktywacji obwodu odpalenia pocisków;
- separator czasu odpalenia, redukujący wzajemne interferencje pocisków w locie poprzez uniemożliwienie wystrzelenia z dwóch dział w tej samej chwili.

Zarówno artyleria główna „Yamato”, jak i jego układy kontroli ognia przystosowane były do prowadzenia ognia przeciwlotniczego. Działa artylerii pomocniczej kalibru 155 mm wyposażone były w dalmierze ośmiometrowe i układy kontroli ognia tego samego typu, jak używane przez artylerię główną. Dla użytku tych dział przewidziano jednak dalmierze 4,5-metrowe zamiast 15- i 10-metrowych. Działa kalibru 127 mm o wysokim kącie podniesienia kontrolowane były przez układ kontroli ognia typu 94 Kosha Sochi. Baterie działek 25-milimetrowych kontrolowane były przez dalocelownik krótkiego zasięgu typu 95 Shageki Sochi HA. Stanowiły one prosty system wyznaczający kurs i prędkość celu, który nie dorastał do standardów zachodnich, jednak potrójne działka 25 mm dawały przewagę zdalnej kontroli nad nimi.

#### Samoloty i katapulty
„Yamato” był przystosowany do przenoszenia siedmiu wodnosamolotów Mitsubishi F1M2 („Pete”) i Aichi E13A („Jake”). Maszyny te wystrzeliwano z dwóch katapult o długości 19,5 metra, natomiast sześciometrowy dźwig o dwudziestometrowym ramieniu używany był do podnoszenia ich z wody. Wszystkie samoloty przechowywano w hangarze, a przed startem wciągano na katapulty za pomocą specjalnych szyn.

#### Sensory i pozostałe wyposażenie
„Yamato”, jako najnowocześniejszy i strategicznie najważniejszy pancernik, otrzymał najnowsze japońskie radary i wyposażenie elektroniczne. Wśród nich znajdowały się:
- radar obserwacji przestrzeni powietrznej i powierzchni typu 21 Gô Dentan Kai 3, zainstalowany we wrześniu 1943 roku, z dwiema antenami nadawczo-odbiorczymi typu 7 Gata, zamontowanymi na obu ramionach dalmierza piętnastometrowego. Radar ten pracował na fali o długości 1,5 metra z mocą 25-30 kW i zdolny był do wykrycia grupy samolotów z odległości 120 kilometrów lub pojedynczego samolotu z odległości 70 kilometrów;
- 2 radary obserwacji powierzchni typu Typ 22 Gô Dentan Kai 4, zainstalowane między styczniem a kwietniem 1944 roku. Radar ten składał się z dwóch anten – odbiorczej u góry oraz nadawczej poniżej. Dwa radary tego typu zostały zainstalowane na IX pokładzie na wieży mostka, nie były one jednak przystosowane do kontroli ognia. Pracowały na fali o długości 10 cm z mocą 2 kW i maksymalnymi zasięgami detekcji 35 kilometrów ± 700 metrów dla obiektów wielkości pancernika, 20 kilometrów dla obiektów o rozmiarach krążownika oraz 17 kilometrów dla niszczyciela, z możliwym błędem namiaru ± 5°;
- radar obserwacji przestrzeni powietrznej typu Typ 13 Gô Dentan, zainstalowany między styczniem a kwietniem 1944 roku. Dwie anteny typu drabinowego zostały umieszczone po obu stronach głównego masztu. Typ 13 pracował na fali o długości 2 metrów z maksymalną mocą wyjściową 10 kW i zasięgiem detekcji 100 km dla grupy samolotów lub 50 km dla pojedynczej maszyny. Margines błędu pomiaru odległości wynosił 2–3 km, zaś błąd namiaru ± 10°.

Zestaw sensorów uzupełniał sonar typu 0, zdolny do detekcji okrętu podwodnego, gdy pancernik stał nieruchomo z niepracującym układem napędowym lub poruszał się z niewielką prędkością.
W skład wyposażenia okrętu wchodziły także łodzie motorowe. Konstrukcja okrętu zakładała wyposażenie go w 16 łodzi, jednakże „Yamato” przenosił w praktyce jedynie 14. Zestaw łodzi składał się z dwóch jednostek o długości 17 metrów z silnikiem o mocy 150 koni mechanicznych każda, jednej o długości 15 metrów z takim samym silnikiem, 1 o długości 11 metrów z silnikiem 60 KM, czterech o długości 12 metrów z silnikiem 30 KM, jednej łodzi ośmiometrowej z silnikiem 10 KM oraz czterech łodzi o długości 9 metrów i jednej o długości 6 metrów bez własnego napędu. Z uwagi na olbrzymie ciśnienie powietrza, wytwarzane wokół okrętu podczas strzałów z wież artylerii głównej, łodzie zostały umieszczone w chroniących je hangarach. Łodzie w hangarach znajdujących się po obu bokach okrętu były podnoszone i opuszczane do wody za pomocą ruchomego dźwigu, zaś łodzie w hangarze w części rufowej okrętu – za pomocą 6-tonowego dźwigu lotniczego. W momencie ukończenia „Yamato” przenosił 8 reflektorów przeciwlotniczych o średnicy 150 centymetrów, których zadaniem było ułatwienie prowadzenie nocnej obrony przeciwlotniczej. Liczba reflektorów została jednak zmniejszona do 6 w 1944 roku oraz do 4 w roku 1945. W miejscu usuniętych reflektorów zainstalowane zostały stanowiska kontroli obrony przeciwlotniczej. Okręt wyposażony był także w cztery lampy sygnalizacyjno-poszukiwawcze o średnicy 60 cm i dwie o średnicy 40 centymetrów. Jednostka miała także system komunikacji wewnętrznej, na który składało się 146 tub głosowych, 491 telefonów oraz 14 kanałów pneumatycznych.

## Służba

### Próby morskie i początkowe operacje
W październiku lub listopadzie 1941 „Yamato” przeszedł próby morskie, osiągając w ich trakcie swoją maksymalną prędkość 27,4 węzła. W związku z perspektywą rychłego wybuchu wojny inwestycje wojskowe uzyskały najwyższy priorytet, w konsekwencji czego już 16 grudnia – na kilka miesięcy przed planowanym terminem – pancernik został formalnie przyjęty do służby w Kure. Ceremonia miała charakter skromniejszy niż zwykle z uwagi na chęć zachowania charakterystyk okrętu w tajemnicy. Tego samego dnia okręt dowodzony przez kapitana (późniejszego wiceadmirała) Gihachi Takayanagię dołączył do pancerników „Mutsu” i „Nagato”, tworzących 1 Dywizjon Pancerników.
12 lutego 1942 flagę na „Yamato” podniósł dowodzący Połączoną Flotą admirał Isoroku Yamamoto. Dowódca japoński planował decydującą bitwę z US Navy nieopodal wyspy Midway, toteż okręt po udziale w grach wojennych opuścił 27 maja Zatokę Hiroszimską i wraz z pozostałymi pancernikami Yamamoto wyruszył, aby wziąć udział w bitwie. Amerykańscy dowódcy, dzięki wcześniejszemu złamaniu szyfrów japońskich, zdawali sobie sprawę z zamiarów admirała Yamamoto, w konsekwencji czego bitwa pod Midway zakończyła się dla sił japońskich katastrofalną porażką. Utracili oni między innymi 4 duże lotniskowce i 332 samoloty. Yamamoto nadzorował bitwę z mostka „Yamato”, jednak w wyniku realizacji jego planu siły japońskie, mające zwabić Amerykanów w pułapkę, uległy znacznemu rozproszeniu, przez co pancerniki znalazły się zbyt daleko od lotniskowców, aby wziąć udział w bitwie. 5 czerwca Yamamoto nakazał pozostałym okrętom wycofanie się do Japonii. „Yamato” udał się więc wraz z pozostałymi pancernikami na kotwicowisko nieopodal wyspy Hashirajima, skąd ostatecznie powrócił do Kure.
17 sierpnia 1942 „Yamato” opuścił Kure i udał się do bazy na atolu Truk. W jedenastym dniu rejsu pancernik został spostrzeżony z pokładu amerykańskiego okrętu podwodnego USS „Flying Fish”, który wystrzelił w jego kierunku cztery torpedy. Wszystkie jednak chybiły i „Yamato” bezpiecznie dotarł tego dnia na Truk. Pozostawał tam przez cały okres walk o Guadalcanal z uwagi na brak amunicji kalibru 460 mm nadającej się do ostrzału instalacji na lądzie, brak map morskich rejonów wokół wyspy oraz duże zużycie paliwa. Przed końcem roku dowódcą okrętu został kapitan (późniejszy kontradmirał) Chiaki Matsuda.
11 lutego 1943 rolę okrętu flagowego Połączonej Floty przejął od „Yamato” bliźniaczy „Musashi”. Załogi japońskich krążowników i niszczycieli stacjonujących na południowym Pacyfiku przezwały okręt mianem „Hotel Yamato”, bowiem od przybycia w sierpniu 1942 do opuszczenia Truk 8 maja 1943 spędził zaledwie jeden dzień poza bazą. Tego dnia „Yamato” udał się przez Yokosukę z powrotem do Kure, dokąd przybył 14 maja. Spędził 9 dni w suchym doku, gdzie dokonano przeglądów oraz niezbędnych napraw. Po rejsie na Wewnętrzne Morze Japońskie został po raz kolejny zadokowany pod koniec lipca dla dokonania kolejnych napraw i modernizacji. W ich ramach ulepszono opancerzenie wież artylerii średniego kalibru, poprawiono kontrolę steru oraz usunięto burtowe wieże dział 155 mm, zastępując je działkami przeciwlotniczymi 25 mm i dwoma radarami obserwacji powierzchni.
16 sierpnia „Yamato” wyruszył w rejs powrotny na Truk, gdzie dołączył do zespołu sformowanego w odpowiedzi na amerykańskie rajdy na atole Tarawa i Makin. Pod koniec września „Yamato”, wraz z „Nagato” oraz trzema lotniskowcami i innymi mniejszymi okrętami, wyruszył przechwycić okręty amerykańskiej formacji Task Force 15. Z otrzymanych miesiąc później raportów wywiadu wynikało, że Baza Marynarki Wojennej Pearl Harbor praktycznie opustoszała, co Japończycy zinterpretowali jako zapowiedź amerykańskiego ataku na wyspę Wake. „Yamato” wyszedł w morze z sześcioma innymi pancernikami, trzema lotniskowcami i 19 krążownikami, nie nawiązał jednak kontaktu radarowego z nieprzyjacielem przez 6 dni, po których flota powróciła 26 października na Truk.

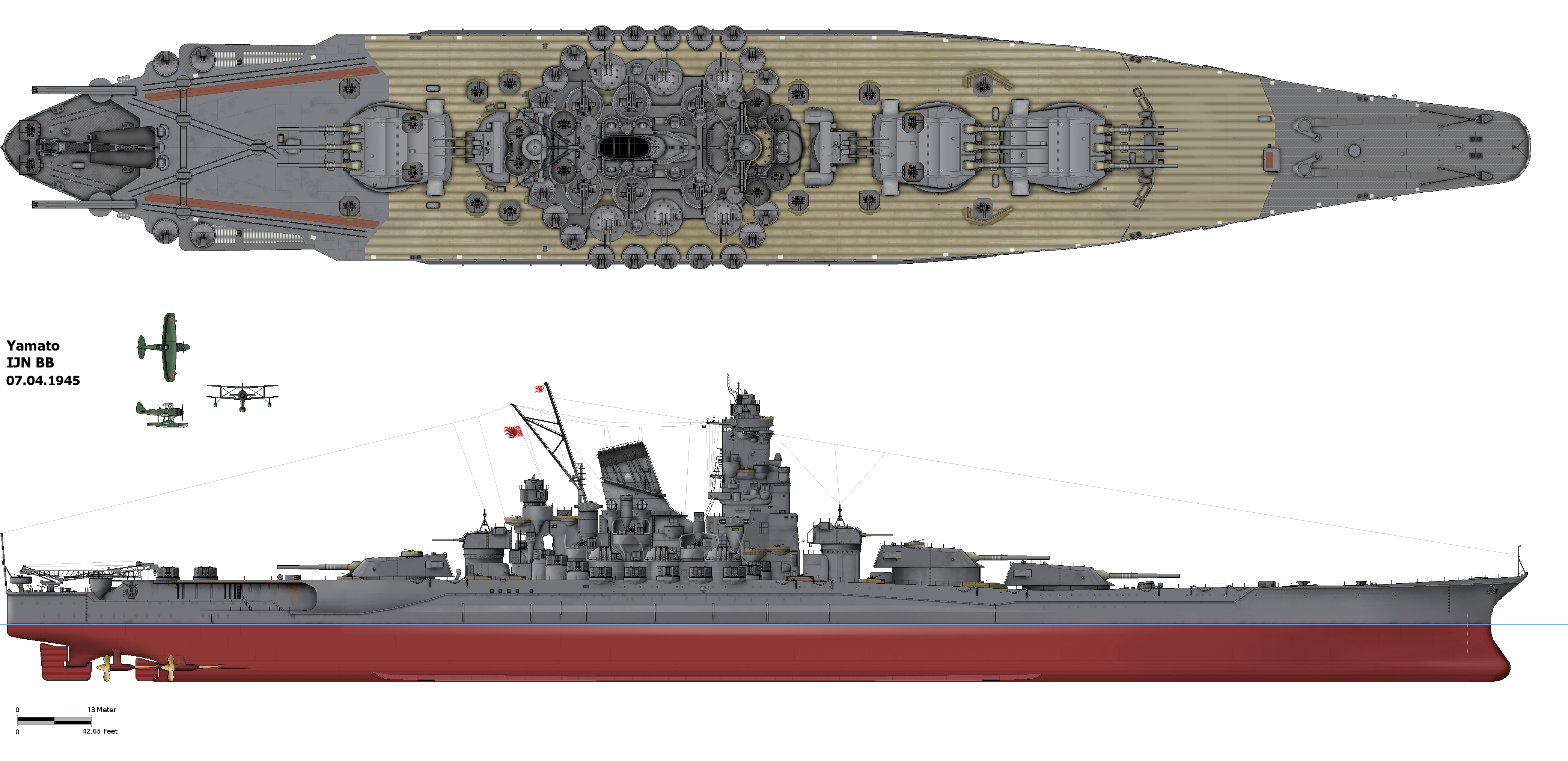
Schemat przedstawiający „Yamato”, stan z 7 kwietnia 1945

W dniach 12–17 grudnia „Yamato” brał udział w Operacji Transportowej BO-1 z Truk do Yokosuki jako okręt eskorty. Następnie oba pancerniki typu Yamato przystosowano do pełnienia roli transportowców, ponieważ dysponowały dużą ładownością i posiadały silne opancerzenie. 25 grudnia, podczas przewozu żołnierzy i zaopatrzenia mającego wzmocnić garnizony na Kavieng i Wyspach Admiralicji, okręt wraz z jego grupą bojową został zauważony przez amerykański okręt podwodny USS „Skate” (SS-305) w odległości 180 mil od brzegu. „Skate” odpalił salwę czterech torped w kierunku pancernika, jedna z nich trafiła w prawą burtę w części dziobowej. Dziura znajdowała się pięć metrów poniżej szczytu „bąbla przeciwtorpedowego” i miała rozmiar 25 metrów. Eksplozja spowodowała także uszkodzenie łączenia pomiędzy górnym i dolnym pasem pancernym, co doprowadziło do zalania górnego magazynu tylnej wieży artylerii głównej. Pancernik nabrał 3000 ton wody, ale dotarł do Truk tego samego dnia. Okręt remontowy „Akashi” przeprowadził tymczasowe naprawy i „Yamato” wyszedł 10 stycznia w kierunku Kure.
16 stycznia okręt dotarł do Kure, gdzie do 3 lutego 1944 prowadzono naprawy w suchym doku. W tym czasie zamontowano skośny pancerz (o pochyleniu 45 stopni) w rejonie trafienia torpedy. Zaproponowano także użycie 5000 ton stali do wzmocnienia obrony przeciwtorpedowej w rejonach poza cytadelą pancerną. Propozycja ta została jednak natychmiast odrzucona, ponieważ znacznie wzrosłaby wyporność i zanurzenie „Yamato”. W czasie, gdy pancernik stał w doku, dowództwo nad okrętem objął komandor Nobuei Morishita, dawny dowódca pancernika „Haruna”. 25 lutego „Yamato” i „Musashi” zostały przeniesione z 1 Dywizjonu Pancerników do Drugiej Floty. „Yamato” w dniach 25 lutego – 18 marca 1944 ponownie zadokowano w celu ulepszenia radarów i systemów przeciwlotniczych. Zamontowano kolejnych sześć dwulufowych wież dział kal. 127 mm, które zajęły miejsce dział skrzydłowych kal. 155 mm. Dodano także trzydzieści sześć dział kal. 25 mm na podstawach trzydziałowych. Razem okręt miał 24 działa kal. 127 mm i 162 działa kal. 25 mm. Ulepszono także pomieszczenie radaru, by pomieściło system identyfikacyjny działający w podczerwieni oraz radar przestrzeni powietrznej i kontroli ognia. Pancernik opuścił suchy dok 18 marca i przeszedł próby rozpoczynające się 11 kwietnia. „Yamato” opuścił Kure 21 kwietnia i następnego dnia w Okinoshima zaokrętował żołnierzy i pobrał materiały wojskowe dla Manili (na Filipiny dotarł 28 kwietnia). Następnie przepłynął do Malezji, gdzie dołączył w Lingga do Floty Operacyjnej wiceadmirała Ozawy. Siły te dotarły do Tawi Tawi 14 maja.

### Bitwa na Morzu Filipińskim
Na początku czerwca „Yamato” i „Musashi” zostały ponownie użyte jako transportowce, tym razem w celu wzmocnienia garnizonu i instalacji obronnych wyspy Biak w ramach operacji Kon. Misja została anulowana, gdy do sztabu Ozawy dotarły wiadomości o atakach amerykańskich lotniskowców na Mariany. Flota cesarska została zreorganizowana. Skoncentrowano większość okrętów w nadziei na osiągnięcie znaczącego sukcesu w walce z Amerykanami. Jednak w tym czasie marynarka japońska miała znacznie mniejsze siły i doświadczenie w porównaniu z amerykańską Flotą Pacyfiku. Od 19 do 23 czerwca 1944 „Yamato” eskortował jeden z zespołów floty Ozawy w czasie bitwy na Morzu Filipińskim, która otrzymała od amerykańskich pilotów nazwę Wspaniałe strzelanie do indyków nad Marianami (ang. The Great Marianas Turkey Shoot). Japończycy stracili trzy lotniskowce i 426 samolotów. Jedynym znaczącym wkładem „Yamato” było omyłkowe otwarcie ognia do powracających japońskich samolotów.
Po bitwie okręt został wycofany z głównych sił floty do kotwicowiska w rejonie wyspy Hashirajima w pobliżu Kure w celu uzupełnienia zapasów i przezbrojenia. Wraz z „Musashi” opuścił flotę 24 czerwca i po krótkiej podróży dotarł do Kure, gdzie otrzymał kolejnych pięć potrójnych podstaw z działami przeciwlotniczymi kal. 25 mm. Wykorzystano także okazję do wykonania „awaryjnych procedur utrzymania pływalności”. Zaowocowało to usunięciem z pancernika prawie wszystkich przedmiotów palnych, w tym linoleum, łóżek i materacy. W zamian ludzie spali na deskach, które mogły być użyte do napraw uszkodzeń. Palne farby otrzymały także nową warstwę ochronną na podstawie krzemu. Zainstalowano także dodatkowe przenośne pompy i sprzęt przeciwpożarowy. „Yamato” w towarzystwie „Musashi”, „Kongo”, „Nagato” oraz jedenastu krążowników i niszczycieli popłynął na południe. „Yamato” i „Musashi” popłynęły w kierunku wysp Lingga, gdzie dotarły 16–17 lipca. W tej fazie wojny japońska flota zbiornikowców została mocno zredukowana przez amerykańskie okręty podwodne, więc główne siły floty stacjonowały w Indiach Wschodnich, w pobliżu źródeł zaopatrzenia w ropę. Pancerniki pozostały w rejonie wysp przez kolejne trzy miesiące.

### Bitwa morska o Leyte

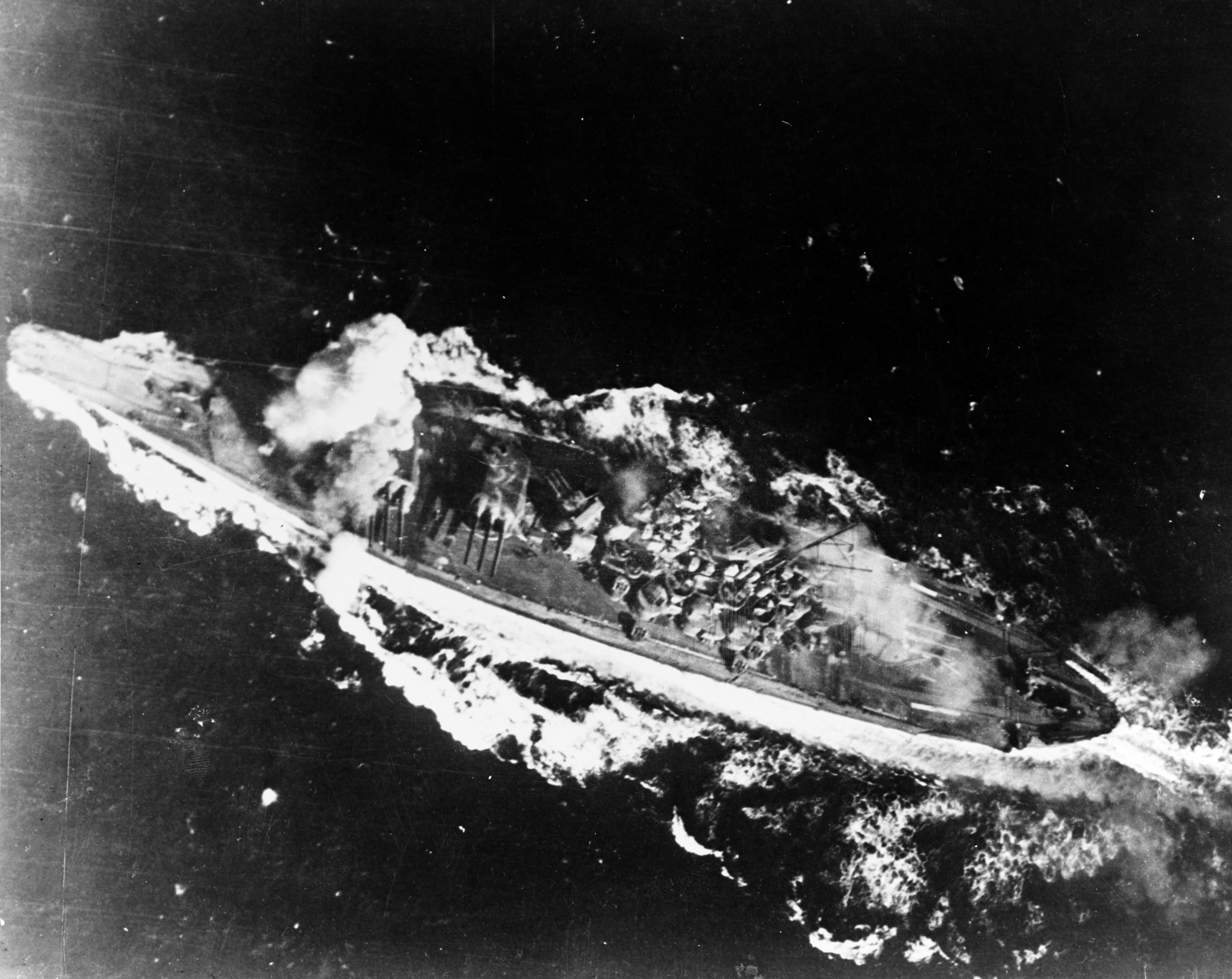
24 października 1944 – „Yamato” tuż po trafieniu bombą w czasie bitwy na Morzu Sibuyan

W dniach 22–25 października 1944 „Yamato” brał udział w bitwie o Leyte – największej bitwie powietrzno-morskiej w historii. Wraz z bliźniaczym „Musashi” stanowił w niej rdzeń dowodzonego przez wiceadmirała Takeo Kuritę Zespołu Centralnego, którego zadaniem było przeszkodzenie amerykańskiemu lądowaniu na Filipinach. 18 października, w celu przygotowania nocnego przejścia przez Cieśninę San Bernardino, „Yamato” otrzymał czarny kamuflaż, którego głównym składnikiem była sadza z komina okrętu. W drodze na Leyte, 23 października, siły Kurity zostały zaatakowane w Przesmyku Palawan przez okręty podwodne „Darter” oraz „Dace”, które uszkodziły jeden ciężki krążownik typu Takao i zatopiły dwa inne – w tym okręt flagowy Kurity – „Atago”. Kurita przeżył zatonięcie „Atago” i przeniósł swoją flagę na „Yamato”. Następnego dnia, 24 października, Zespół Centralny został przechwycony przez samolot z lotniskowca należącego do Zespołu Zadaniowego 38 (Task Force 38 – TF-38), przydzielonego do Trzeciej Floty i składającego się z 9 ciężkich i 8 lekkich lotniskowców, na pokładach których stacjonowało między innymi 229 samolotów torpedowych Avenger (TBF i TBN). Podczas bitwy na Morzu Sibuyan, zapoczątkowanej wykryciem japońskiego zespołu okrętów, amerykańskie lotnictwo pokładowe wykonało przeciw siłom Kurity łącznie 259 lotów bojowych. Samoloty z lotniskowca „Essex” uzyskały na „Yamato” dwa trafienia bombami przeciwpancernymi, trzecia eksplodowała w pobliżu okrętu, który nie odniósł poważnych uszkodzeń, jednak nabrał 3320 ton wody. W wyniku ataku zniszczony został jednak bliźniaczy „Musashi”, który zatonął po trafieniach co najmniej 13 torped Mark XIII i 19 bomb. W wyniku nalotów uszkodzony został też kolejny ciężki krążownik, „Myōkō”.
Admirał japoński nie wiedział, że główne amerykańskie siły obronne, dowodzone przez admirała Williama Halseya, opuściły Leyte 24 października wieczorem. Przekonany o odpędzeniu Zespołu Centralnego Halsey wysłał siły 3 Floty w pościg za Zespołem Północnym, grupą stanowiącą przynętę, składającą się z dużego lotniskowca „Zuikaku”, trzech lekkich lotniskowców, dwóch pancerniko-lotniskowców typu Ise oraz ich eskorty. Japoński fortel powiódł się i odciągnął 5 dużych i 5 lekkich lotniskowców z ponad 600 samolotami na pokładach, sześć pancerników, 8 krążowników i ponad 40 niszczycieli. Nocą siły Kurity pokonały cieśninę San Bernardino i wkrótce po świcie w bitwie koło wyspy Samar starły się z pozostałymi w rejonie siłami amerykańskimi osłaniającymi desant. Grupa ta, „Taffy 3”, składała się z 6 lotniskowców eskortowych, trzech niszczycieli i 4 niszczycieli eskortowych. Na początku bitwy „Yamato” po raz pierwszy i ostatni podczas swojej służby ostrzelał jednostki nawodne przeciwnika, uzyskując trafienia na kilku amerykańskich okrętach. Niedługo po potwierdzeniu trafień z dział artylerii głównej na lotniskowcu eskortowym „Gambier Bay”, dostrzeżono salwę torped w kierunku okrętu. Pancernik musiał oddalić się z pola walki, aby wykonać unik i nie zdołał już na nie powrócić. Niewielkie siły amerykańskie walczyły tak zaciekle, że Kurita błędnie przyjął, iż napotkał główny amerykański zespół lotniskowców. Raport, z którego wynikało, że miał przed sobą 6 dużych lotniskowców, trzy krążowniki i dwa niszczyciele, skłonił go do nakazania odwrotu. „Yamato” nie został w bitwie poważnie uszkodzony. W jej toku w pobliżu okrętu eksplodowały trzy bomby, a 17 marynarzy zginęło od ostrzału z samolotów. Naloty podczas odwrotu także nie wyrządziły poważnych szkód. W ich wyniku zginęło lub zostało rannych 21 marynarzy. Ostatecznie Zespół Centralny utracił jeszcze trzy ciężkie krążowniki i jeden lekki, zatopił zaś łącznie dwa lotniskowce eskortowe, dwa niszczyciele oraz jeden niszczyciel eskortowy.
Po bitwie „Yamato” wraz z ocalałymi okrętami sił Kurity powrócił do Brunei. 15 listopada 1944 rozformowano 1 Dywizjon Pancerników, a „Yamato” został okrętem flagowym 2 Floty. 21 listopada, podczas przejścia przez Morze Wschodniochińskie w odwrocie do Kure, zespół japoński został zaatakowany przez okręt podwodny „Sealion”, który zatopił pancernik „Kongō” oraz niszczyciel „Urakaze”. Po powrocie do portu macierzystego „Yamato” natychmiast umieszczono w suchym doku, gdzie dokonano napraw oraz rozbudowy i modernizacji broni przeciwlotniczej. 25 listopada dowódcą okrętu mianowano kapitana Kōsaku Arugę.

### Operacja Ten-gō
1 stycznia 1945 „Yamato” wraz z „Haruną” oraz „Nagato” wszedł w skład reaktywowanego 1 Dywizjonu Pancerników. Dwa dni później okręt opuścił suchy dok i wypłynął na wody Morza Wewnętrznego. Przydział ten okazał się jednak krótkotrwały, 1 Dywizjon Pancerników rozformowano po raz kolejny 10 lutego, a „Yamato” włączono do 1 Dywizjonu Lotniskowców. 19 marca amerykańskie samoloty startujące z lotniskowców „Enterprise”, „Yorktown” oraz „Intrepid” dokonały nalotu na Kure.

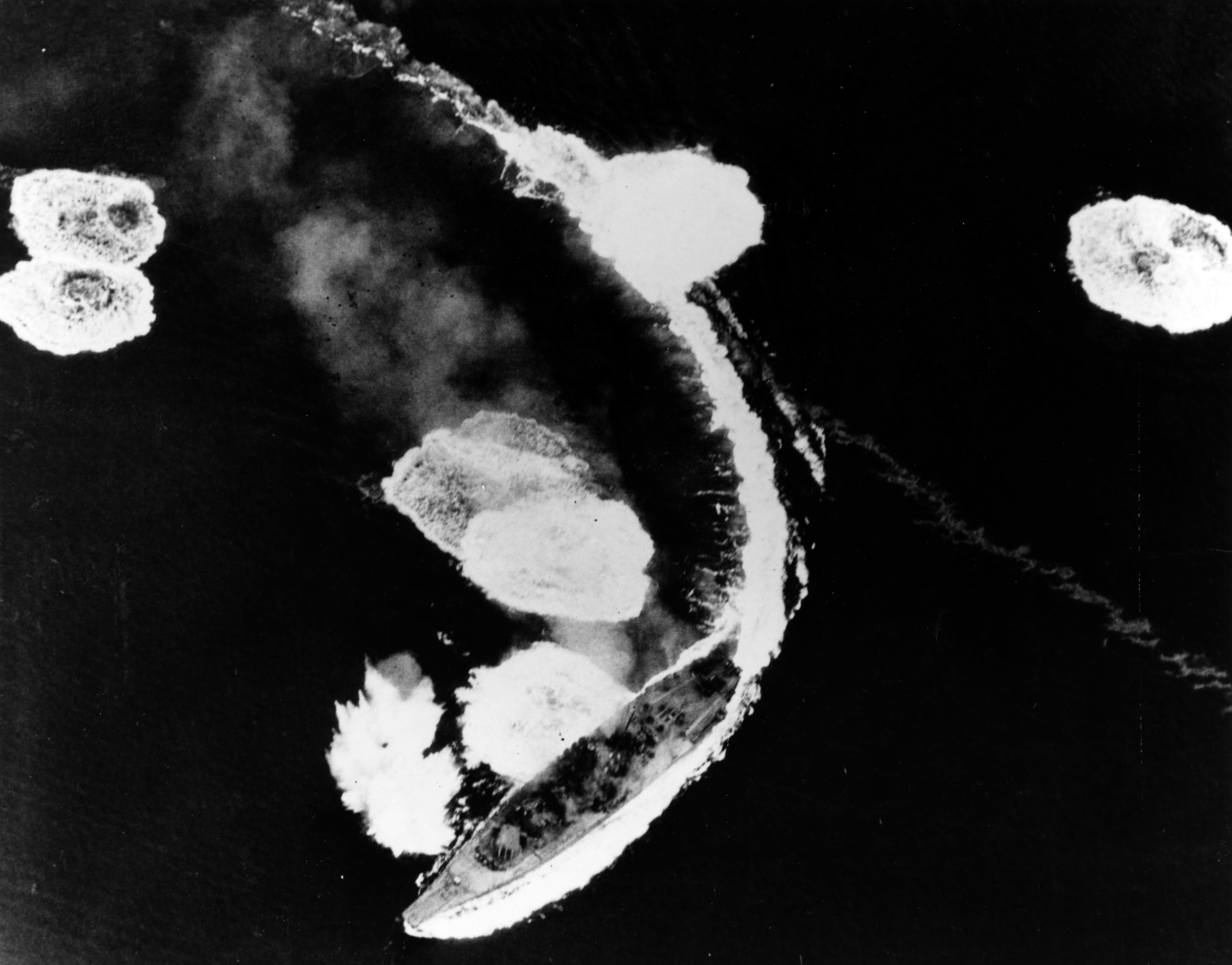
19 marca 1945 – „Yamato” podczas ataku lotnictwa amerykańskiego na Kure

W jego wyniku uszkodzeń doznało 16 okrętów, jednak „Yamato” ucierpiał jedynie nieznacznie na skutek jednego trafienia bezpośredniego (w mostek) oraz od pobliskich wybuchów niecelnych bomb. Przed wyrządzeniem poważniejszych szkód uchroniła bazę interwencja eskadry lotniczej 343 Kokutai, dowodzonej przez Minoru Gendę, autora planu ataku na Pearl Harbor, w skład której wchodzili najbardziej doświadczeni weterani japońscy, latający na myśliwcach Kawanishi N1K („George” w nomenklaturze Aliantów). Na korzyść „Yamato” przemawiała także okoliczność, że nie pozostawał w bezruchu, lecz miał możliwość powolnego manewrowania w Kanale Nasami.
1 kwietnia 1945 Amerykanie, w ramach przygotowań do inwazji na Wyspy Japońskie, uderzyli na Okinawę. W odpowiedzi sztab Japońskiej Cesarskiej Marynarki opracował plan misji pod kryptonimem „operacja Ten-gō” („Ten-gō Sakusen”, „operacja Niebiosa”), która angażowała do obrony większość pozostałych Japonii okrętów nawodnych. „Yamato” miał wraz z dziewięcioma okrętami eskorty (krążownikiem lekkim „Yahagi” i ośmioma niszczycielami) udać się w kierunku Okinawy i tam wspomóc pilotów kamikaze oraz oddziały stacjonujące na wyspie w atakach na siły Aliantów w rejonie. Następnie „Yamato” miał sztrandować na wybrzeżu i walczyć aż do zniszczenia jako bateria artylerii. 29 marca, w ramach przygotowań do misji, na pancerniku uzupełniono do pełna zapasy amunicji. Zgodnie z założeniami okręty miały pobrać tylko tyle paliwa, aby dopłynąć do Okinawy, jednak z polecenia miejscowych dowódców otrzymały go więcej, co pozwoliło napełnić zbiorniki w 60%. Grupa bojowa, nazwana „Specjalnym Morskim Korpusem Uderzeniowym”, opuściła Tokuyamę 6 kwietnia o 15:20.
Na nieszczęście dla Japończyków Amerykanie przechwycili i rozszyfrowali ich transmisje radiowe, dzięki czemu poznali szczegóły operacji Ten-gō. Dalsze potwierdzenie japońskich zamiarów zapewniły okręty podwodne USS „Threadfin” (SS-410) oraz „Hackleback” (SS-295), które dostrzegły siły japońskie przepływające przez Kanał Bungo. Oba podały pozycję „Yamato” dowództwu Zespołu Uderzeniowego Szybkich Lotniskowców, nie zdołały jednak zaatakować z uwagi na prędkość wrogich okrętów (22 węzły) oraz ich bardzo gwałtowne zygzakowanie.
Siły sprzymierzonych wokół Okinawy rozpoczęły przygotowania do odparcia ataku. Admirał Raymond Spruance postawił w stan gotowości sześć pancerników zaangażowanych w ostrzał wybrzeża. Wraz z siedmioma krążownikami i dwudziestoma jeden niszczycielami wyruszyły one, aby nie dopuścić sił japońskich do wrażliwych na atak transportów wojska i pojazdów desantowych. Do starcia tych zespołów nigdy jednak nie doszło wskutek częściowo samowolnych działań admirała Marca Mitschera, który na własną rękę wysłał przeciw Japończykom samoloty z podległych mu lotniskowców.

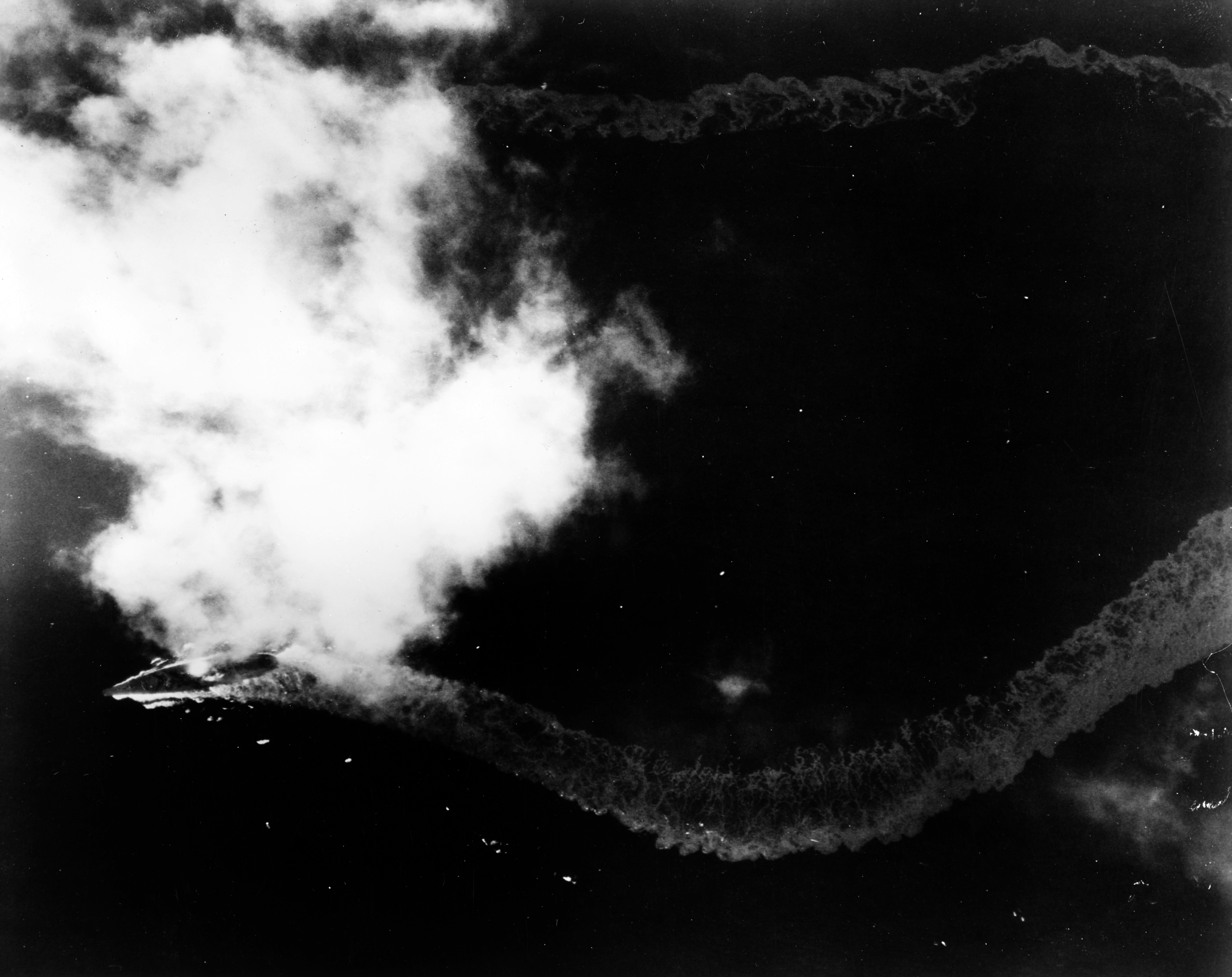
„Yamato” manewruje aby uniknąć trafień bombami oraz torpedami lotniczymi podczas operacji Ten-gō

O świcie 7 kwietnia załoga „Yamato” zajęła stanowiska bojowe i trwała w gotowości do podjęcia ostrzału przeciwlotniczego. Pierwszy aliancki samolot odnalazł siły japońskie o 8:23, w chwilę potem nadleciały dwie łodzie latające. Przez następne cztery godziny „Yamato” ostrzeliwał nieprzyjacielskie wodnosamoloty przy użyciu artyleryjskich pocisków przeciwlotniczych typu Sanshiki, nie zdołał jednak zapobiec ciągłej obserwacji ze strony przeciwnika. Pancernik nawiązał pierwszy kontakt radarowy z samolotem o 10:00, godzinę później na pole walki przybyły myśliwce F6F Hellcat, aby rozprawić się z mogącymi się pojawić samolotami japońskimi, do czego jednak nie doszło.
Około 12:30 nad okręty japońskie nadleciało 280 bombowców, samolotów torpedowych i samolotów uzbrojonych w rakiety. W tym samym czasie samoloty z lotniskowca USS „San Jacinto” zatopiły niszczyciel „Asashimo”, który musiał odłączyć od sił głównych z uwagi na problemy z napędem. Japończycy zwiększyli prędkość do 24 węzłów, a niszczyciele, zgodnie ze standardowymi procedurami obronnymi na wypadek ataku powietrznego, zaczęły krążyć wokół „Yamato”. Pierwszy nalot rozpoczął się o 12:37. „Yahagi” zawrócił i zaczął oddalać się od zespołu z prędkością 35 węzłów w nadziei zwrócenia uwagi części atakujących; mimo że manewr poskutkował, liczba odciągniętych samolotów była nieistotna. „Yamato” unikał trafień przez cztery minuty, aż do 12:41, kiedy to dwie bomby zniszczyły dwa stanowiska potrójnych działek przeciwlotniczych 25 mm i wybiły dziurę w pokładzie. Trzecia bomba zniszczyła stanowisko radarowe oraz prawoburtową rufową baterię uniwersalną 127 mm. O 12:46 kolejne dwie bomby ugodziły w prawą burtę okrętu, jedna przed rufową wieżą 155 mm, druga bezpośrednio w nią. Trafienia te praktycznie zniszczyły wieżę oraz jej magazyn. Miejsce to zdołał opuścić tylko jeden ocalały Japończyk. O 12:45 „Yamato” otrzymał trafienie torpedą w prawą burtę. Niedługo potem w okręt uderzyły kolejne torpedy, przy czym dwa trafienia – w prawą burtę nieopodal maszynowni oraz w okolice jednego z kotłów – są pewne, trzecie zaś stanowi przedmiot sporów. Atak dobiegł końca około 12:47. W jego wyniku pancernik przechylił się około 5-6°, co udało się zredukować do 1° dzięki zalaniu części przedziałów na przeciwległej burcie. Przestał także funkcjonować jeden z kotłów, co nieznacznie spowolniło okręt, a od ostrzału z karabinów maszynowych zginęła duża część załóg niczym nie osłoniętych działek 25 mm, co znacząco ograniczyło siłę jego ognia przeciwlotniczego.

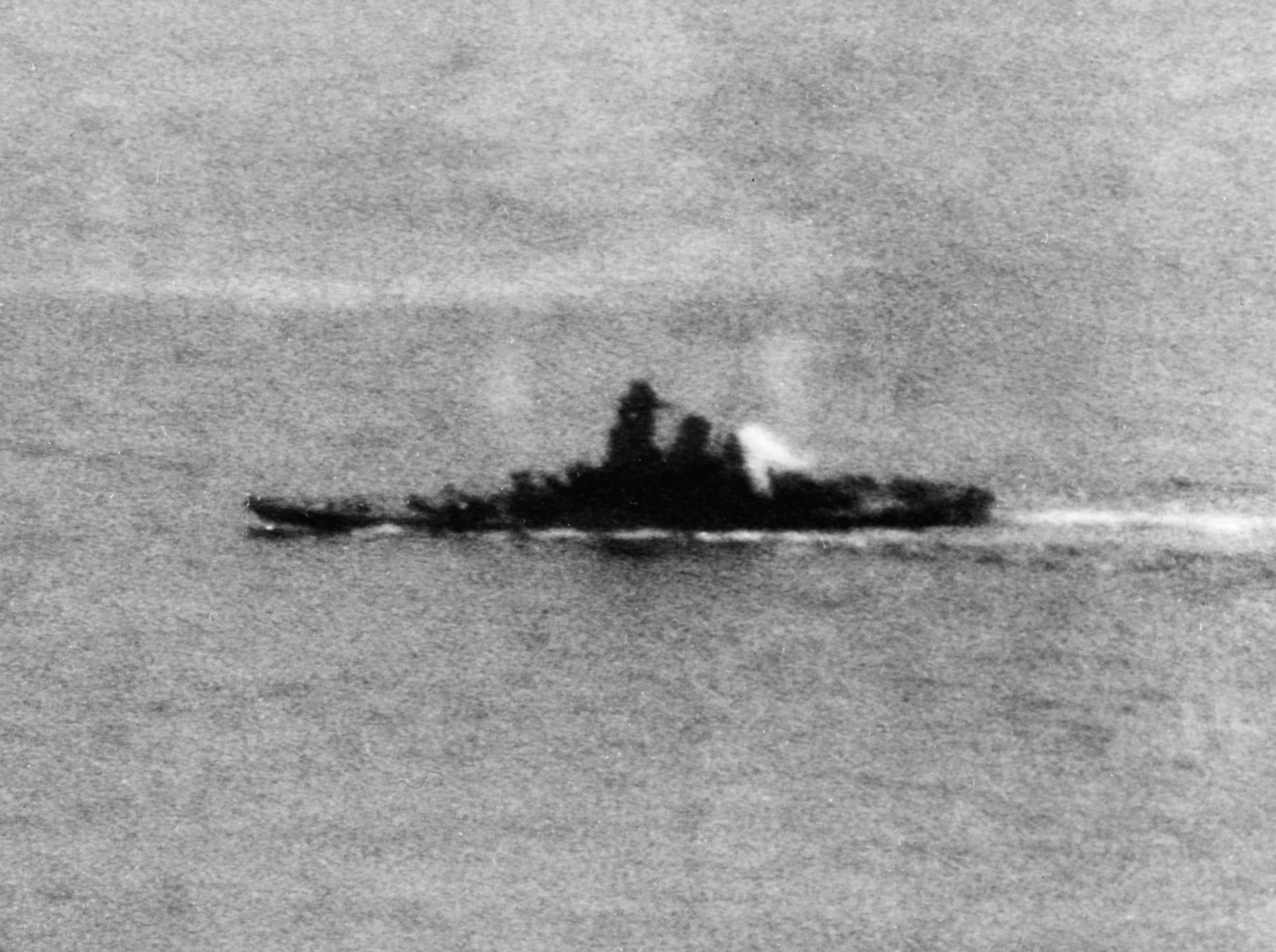
„Yamato” sfotografowany w czasie bitwy z pokładu samolotu startującego z lotniskowca „Yorktown”. Trawiony licznymi pożarami pancernik nabrał wyraźnego przechyłu na lewą burtę.

Drugi atak nastąpił tuż przed 13:00. Bombowce nurkujące rozpoczęły swe działania równocześnie z nadlatującymi ze wszystkich stron na niskim pułapie samolotami torpedowymi. Przytłoczona liczbą celów obrona przeciwlotnicza nie była w stanie prowadzić skutecznego ognia, więc Japończycy podjęli desperackie kroki, aby powstrzymać natarcie. Artyleria główna „Yamato” strzelała pociskami przeciwlotniczymi ustawionymi na eksplozję w sekundę po wystrzale, co przekładało się na odległość około kilometra od okrętu, lecz nie dało to oczekiwanych rezultatów. W pancernik uderzyły kolejne 4 lub nawet 5 torped: trzy lub cztery w lewą burtę i jedna w prawą. Potwierdzone są trzy skupione na niewielkiej przestrzeni trafienia: jedno w uprzednio wyłączoną z akcji kotłownię, drugie w kolejną, oraz trzecie w sekcję kadłuba przylegającą do poprzednio uszkodzonej maszynowni zewnętrznej. To ostatnie znacznie zwiększyło zalanie tej części okrętu, a być może doprowadziło także do zalania sekcji sąsiednich. Po ataku „Yamato” niebezpiecznie przechylił się około 15-18°. Zatopienie wszystkich dostępnych na prawej burcie sekcji okrętu zredukowało ten przechył do 10°, dalsze korekty wymagałyby albo naprawy kadłuba, albo zalania prawej maszynowni i kotłowni. Choć pływalność okrętu nie była jeszcze wówczas zagrożona, uszkodzenia napędu spowolniły pancernik do 18 węzłów, a przechył uniemożliwił prowadzenie ognia z dział artylerii głównej.

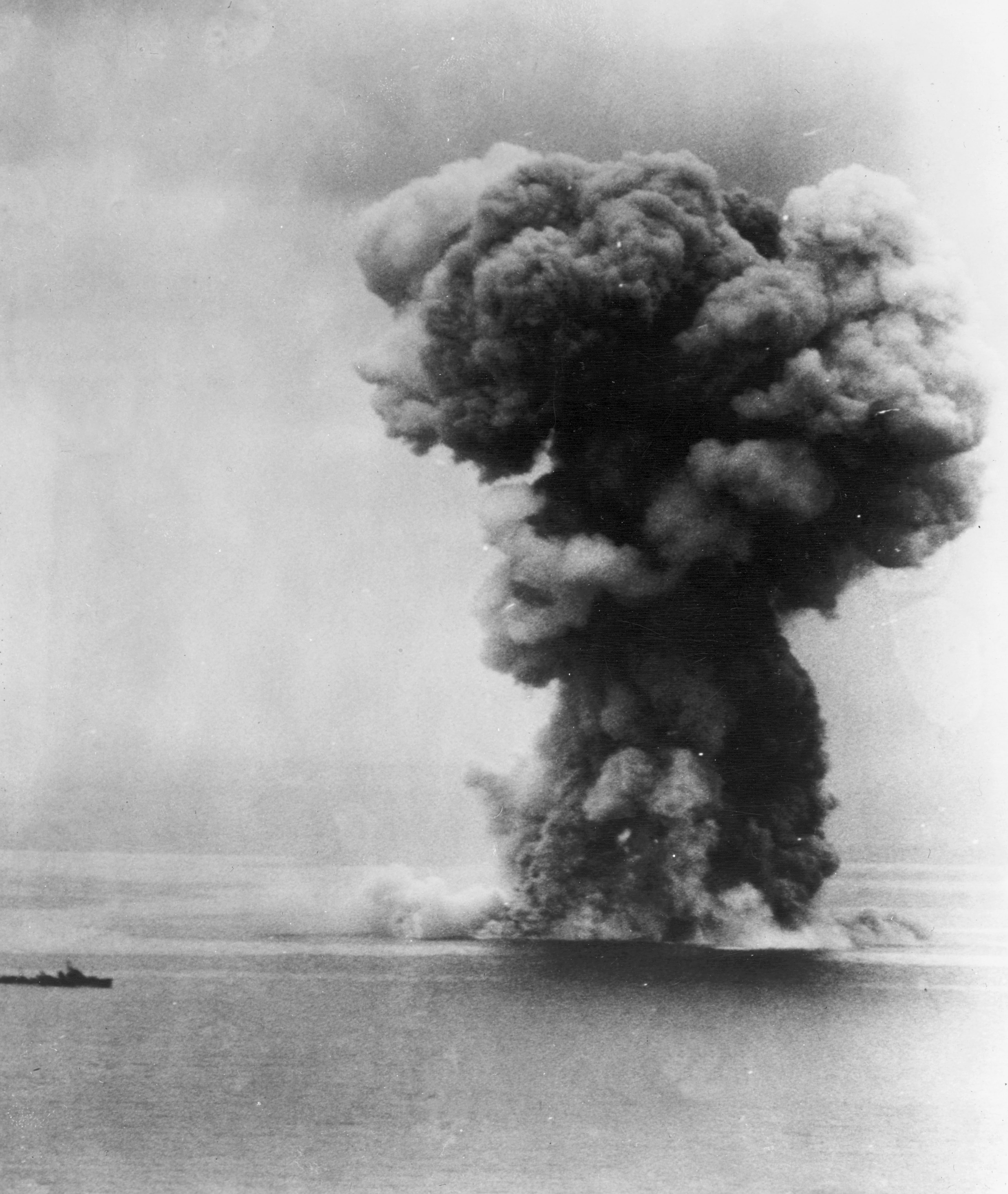
Eksplozja magazynów „Yamato”

Trzeci, najbardziej niszczycielski atak miał miejsce około 13:40. W nadbudówki okrętu uderzyły przynajmniej 4 bomby, powodując wiele ofiar wśród załóg działek 25 mm. Wiele bliskich wybuchów uszkodziło poszycie kadłuba, częściowo zmniejszając jego zdolność ochrony przed torpedami. Najdonioślejsze w skutkach były cztery kolejne trafienia torped. Trzy eksplodowały na lewej burcie, co spowodowało zwiększenie tempa napływu wody do lewej wewnętrznej maszynowni oraz zatopienie kolejnej kotłowni i głównego pomieszczenia sterowego. Ponieważ rezerwowe pomieszczenie sterowe uległo zniszczeniu już wcześniej, okręt utracił możliwość manewrowania i mógł jedynie płynąć ze sterem zablokowanym w pozycji skrętu w prawo. Czwarta torpeda najprawdopodobniej trafiła w prawą maszynownię zewnętrzną, która, podobnie jak trzy inne pomieszczenia, była zalewana w celu zredukowania przechyłu okrętu na lewą burtę. Trafienie znacznie zwiększyło tempo napływu wody, powodując uwięzienie części marynarzy, którzy nie zdążyli uciec.
O 14:02 wydano spóźniony rozkaz opuszczenia okrętu. Do tego czasu prędkość „Yamato” spadła do 10 węzłów, a przechył cały czas rósł. W wielu sekcjach okrętu szalały niemożliwe do opanowania pożary, a na mostku uruchomiły się alarmy ostrzegające o krytycznej temperaturze w przednich komorach amunicyjnych artylerii głównej. W takiej sytuacji komory powinny zostać zalane, co uchroniłoby je przed eksplozją, jednak nie było to możliwe, gdyż przeznaczone do tego pompy uległy zniszczeniu podczas poprzednich zalań. Odmienną opinię przedstawił ocalały z okrętu Yoshida Mitsuru (pierwszy oficer odpowiedzialny za systemy radarowe „Yamato”): gdy przechył okrętu sięgnął 90°, pociski głównych baterii zaczęły się przesuwać i spadać w magazynach, zsuwając się w kierunku ich ostrych zakończeń, zbiciu uległy ich zapalniki, co wywołało eksplozje. Taka rekonstrukcja wydarzeń została przyjęta podczas konferencji oficerów po powrocie do Japonii rozbitków z pancernika. Uczestniczący w niej oficerowie stwierdzili także, że do momentu poprzedzającego eksplozje ogień nie osiągnął magazynów
O 14:05 zatonął „Yahagi” po trafieniu przez dwanaście bomb i siedem torped. W tym samym czasie na „Yamato” uderzyła z prawej strony ostatnia grupa samolotów torpedowych. Stale powiększający się przechył pancernika na lewą burtę był już tak duży, że torpedy płynące na głębokości 6,1 m uderzały w spód okrętu. O 14:20 przestało funkcjonować zasilanie, a pozostałe działka przeciwlotnicze 25 mm zaczęły osuwać się do morza. Trzy minuty później okręt ostatecznie utracił stateczność i przewrócił się. Wieże działowe artylerii głównej wypadły z barbet. Gdy przechył osiągnął około 120°, nastąpiła detonacja jednej z dziobowych komór amunicyjnych. Powstały w wyniku eksplozji grzyb osiągnął wysokość 6 km i był widoczny 160 km dalej, na Kiusiu. Po wybuchu „Yamato” gwałtownie zatonął. Wraz z okrętem zginęło około 2055 z 2332 członków załogi, w tym dowódca 2 Floty wiceadmirał Seiichi Itō. Nielicznych ocalałych podjęły cztery ocalałe niszczyciele, które odpłynęły następnie w kierunku Japonii.
Od początku ataków o 12:37 do eksplozji magazynów o 14:23 w „Yamato” trafiło co najmniej 11 torped oraz 8 bomb. Dwa dalsze trafienia torpedami są możliwe, lecz niepotwierdzone. Od godziny 12:37 do 14:17 liczba samolotów atakujących Yamato osiągnęła liczbę 386.

## Znaczenie historyczne i kulturowe okrętu
„Yamato” wraz ze swoim okrętem siostrzanym zyskał trwałe miejsce w historii oraz w swoistym micie, jako największy i najpotężniejszy okręt liniowy wszech czasów. Nie był on jednak realizacją żadnej manii gigantyzmu, lecz raczej rezultatem poglądu, że Japonia nigdy nie będzie w stanie dorównać Stanom Zjednoczonym w liczbie wybudowanych pancerników. Może zamiast tego zbudować pojedyncze jednostki, które będą większe i silniejsze od okrętów amerykańskich, a więc będą w stanie pokonać je w bezpośrednim starciu. Japonia starała się wykorzystać do maksimum przewagę, jaką daje wielkość okrętu, zdając sobie sprawę z istotnego ograniczenia amerykańskiego w postaci niemożności przepływania wielkich okrętów przez Kanał Panamski. Jak zakładano w Japonii, Ameryka będzie budowała w pierwszej kolejności jednostki zdolne do tranzytu tym szlakiem komunikacyjnym, a więc relatywnie niewielkie, największe zaś okręty – tym samym zdolne do stawienia czoła największym pancernikom japońskim – będą budowane w dalszej kolejności.

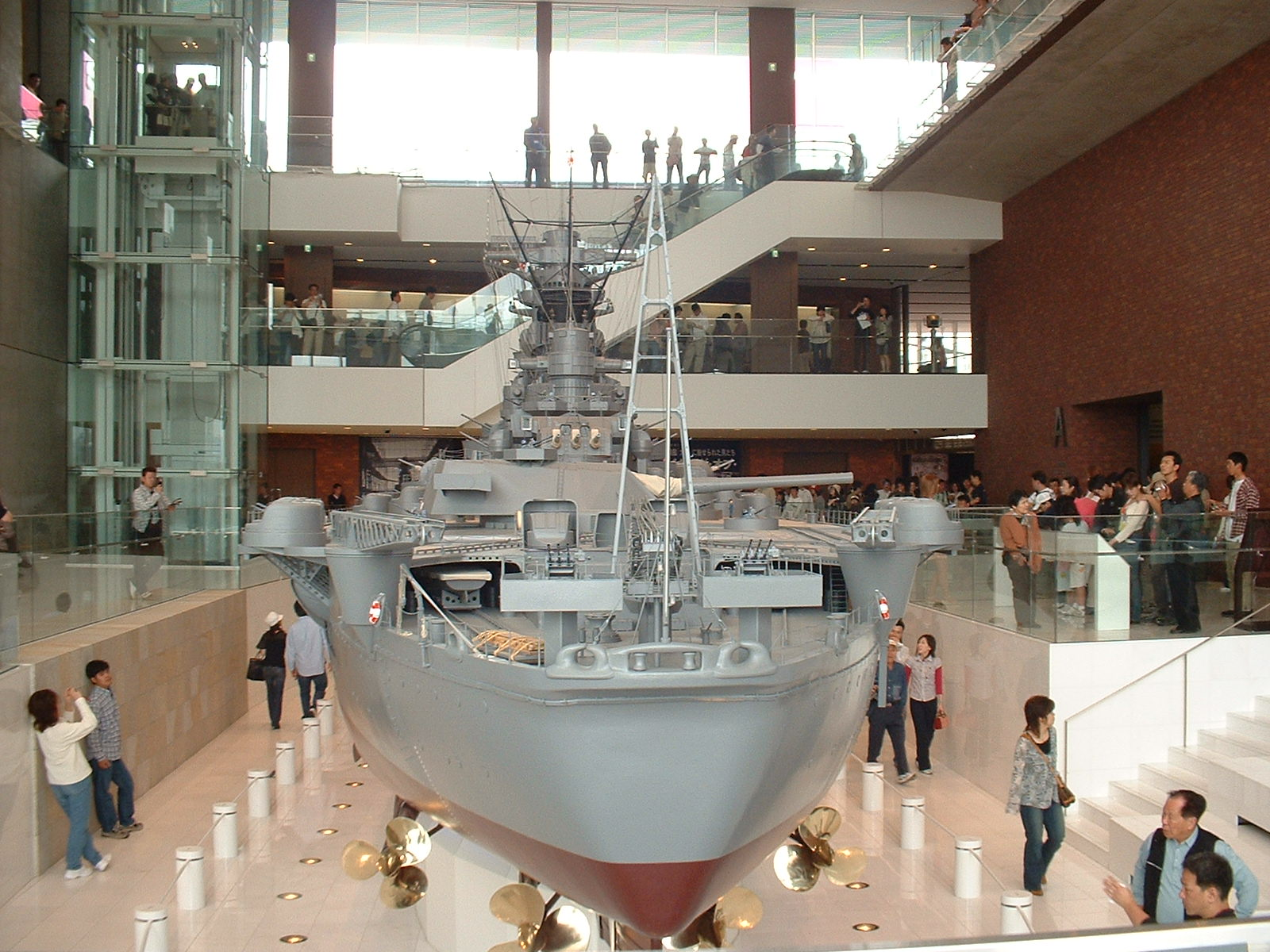
Model „Yamato” w skali 1:10 w Muzeum Yamato w Kure

Wiele czynników składa się na symboliczne znaczenie tego okrętu. Już sama nazwa jednostki – Yamato – jest najstarszą japońską poetycką nazwą terytorium, na którym posiano pierwsze ziarno państwa, a później stała się nazwą prowincji na Półwyspie Kii w południowo-zachodniej części Honsiu ze stolicą w Nara. Nazwa ta ma też związki z terminem Yamato-damashii – określającym japońskiego ducha, odróżniającym kulturę japońską od kultury Chin. Ta mistyczna i potężna w wymiarze symbolicznym nazwa została nadana najpotężniejszemu okrętowi w dziejach. Przez całą drugą wojnę światową „Yamato” był nie tylko najnowocześniejszym pancernikiem japońskim, lecz także symbolem i dumą marynarki cesarstwa. Zbudowany do przeciwstawienia się pancernikom amerykańskim, zdolny do zniszczenia ich w bitwie – nigdy w rzeczywistości nie walczył z nimi i zginął zatopiony przez samoloty z lotniskowców. Jego zatonięcie w kwietniu 1945 roku stało się symbolem upadku Imperium, a w wymiarze światowym – końca ery pływających twierdz.
„Yamato” pod niemal każdym względem przewyższał wszystkich swoich rywali, zarówno współczesnych mu, jak i dawniejszych. Dysponował przewagą wyporności, kalibru dział, kształtu i konstrukcji kadłuba, pancerza, techniki artyleryjskiej i optyki. Stanowił niezwykłe osiągnięcie japońskiej inżynierii i architektury okrętowej. Ze współczesnych im okrętów jedynie amerykańskie pancerniki typu Iowa przewyższały je pod względem nowoczesności radarowego systemu kontroli ognia i amunicji, prędkości oraz ograniczania rozmiarów uszkodzeń bojowych. Konstrukcja „Yamato” zapewniała mu bardzo wysoki stopień przeżywalności. Jak bowiem dowiodło zatopienie obu okrętów typu Yamato, ich zniszczenie wymagało wielu godzin ataków setek samolotów. Okręt ten wraz z siostrzanymi jednostkami „Musashi” oraz „Shinano”, uważany był za broń strategiczną marynarki wojennej Cesarstwa Japońskiego; ich projekty i konstrukcja były ściśle tajne i chronione przed rozpoznaniem. Niestety, tuż przed kapitulacją Japonii, kiedy wszystkie 3 okręty spoczywały już na dnie oceanu, wydano rozkaz całkowitego zniszczenia ich dokumentacji – wszystkich rysunków, a nawet zdjęć jednostek typu Yamato – które znajdowały się w Archiwum Japońskiej Marynarki Wojennej. Zadanie to wykonywały japońskie służby specjalne, toteż przez wiele lat po wojnie dostępne były jedynie zdjęcia wykonane przez lotnictwo US Navy podczas ataków. Pierwsze zdjęcie okrętu, przedstawiające widok od strony burty, odkryto przypadkowo nie wcześniej niż w 1948 roku. Ostatnie znalezione zdjęcie opublikowano w 1981 roku. W zakresie technicznym zachowało się jedynie kilka fragmentów dokumentacji.
1 sierpnia 1985 roku ekspedycja japońska – za pomocą wypożyczonej od Wielkiej Brytanii małej łodzi podwodnej „Research Submersible 2” – odnalazła pozostałości okrętu i rozpoczęła jego badania, odtwarzając m.in. ostatnie chwile okrętu. Ogromne eksplozje rozdarły kadłub jednostki, posyłając jej części na dno. Stan struktury okrętu uniemożliwia jego dalsze badania, zaś rząd Japonii postanowił zachować w spokoju grób 2498 poległych członków jego załogi.